# Cuộc đổ bộ lên vịnh Lingayen
Cuộc đổ bộ lên vịnh Lingayen là một chiến dịch đổ bộ do lực lượng Đồng Minh thực hiện ở Philippines trong Thế chiến II. Sáng sớm ngày 9 tháng 1 năm 1945, quân Đồng Minh chỉ huy bởi Phó Đô Đốc Jesse B. Oldendorf bắt đầu tiếp cận Lingayen từ Vịnh Lingayen. Những tàu chiến của Hải quân Hoa Kỳ và Hải quân Hoàng gia Úc khởi động chiến dịch bắn phá các vị trí được nghi ngờ là của quân Nhật dọc theo bờ biển Lingayen từ vị trí của họ ở vịnh Lingayen trong vòng 3 ngày. Vào ngày 9 tháng 1, Tập đoàn quân số 6 Lục quân Hoa Kỳ bắt đầu đổ bộ vào khu vực bãi biển trải dài hơn 40 km trong khu vực vịnh, nằm giữa thị trấn Lingayen và San Fabian.

## Bối cảnh
Trong suốt Thế chiến II, vịnh Lingayen trở thành một trong những chiến trường quan trọng trên mặt trận Thái Bình Dương đối với cả lực lượng Hoa Kỳ và Đế quốc Nhật Bản. Ngày 22 tháng 12 năm 1941, Quân đoàn 14 Nhật dưới sự chỉ huy của Trung tướng Masaharu Homma đổ bộ lên phần phía Đông của vịnh tại Agoo, Caba, Santiago và Bauang. Ở những nơi này họ chạm trán với một số lực lượng nhỏ được trang bị yếu kém gồm chủ yếu là lính Mỹ và Philippines, rồi sau đó làm chủ được toàn bộ vịnh. Sau thất bại tại vịnh Lingayen Tướng MacArthur ban bố lệnh rút lui khỏi Luzon về Bataan. Và nơi này trong suốt 3 năm sau đó vẫn nằm trong quyền kiểm soát của người Nhật cho đến khi bắt đầu cuộc đổ bộ lên vịnh Lingayen.

## Diễn biến

### Chiến dịch bắn phá bãi biển

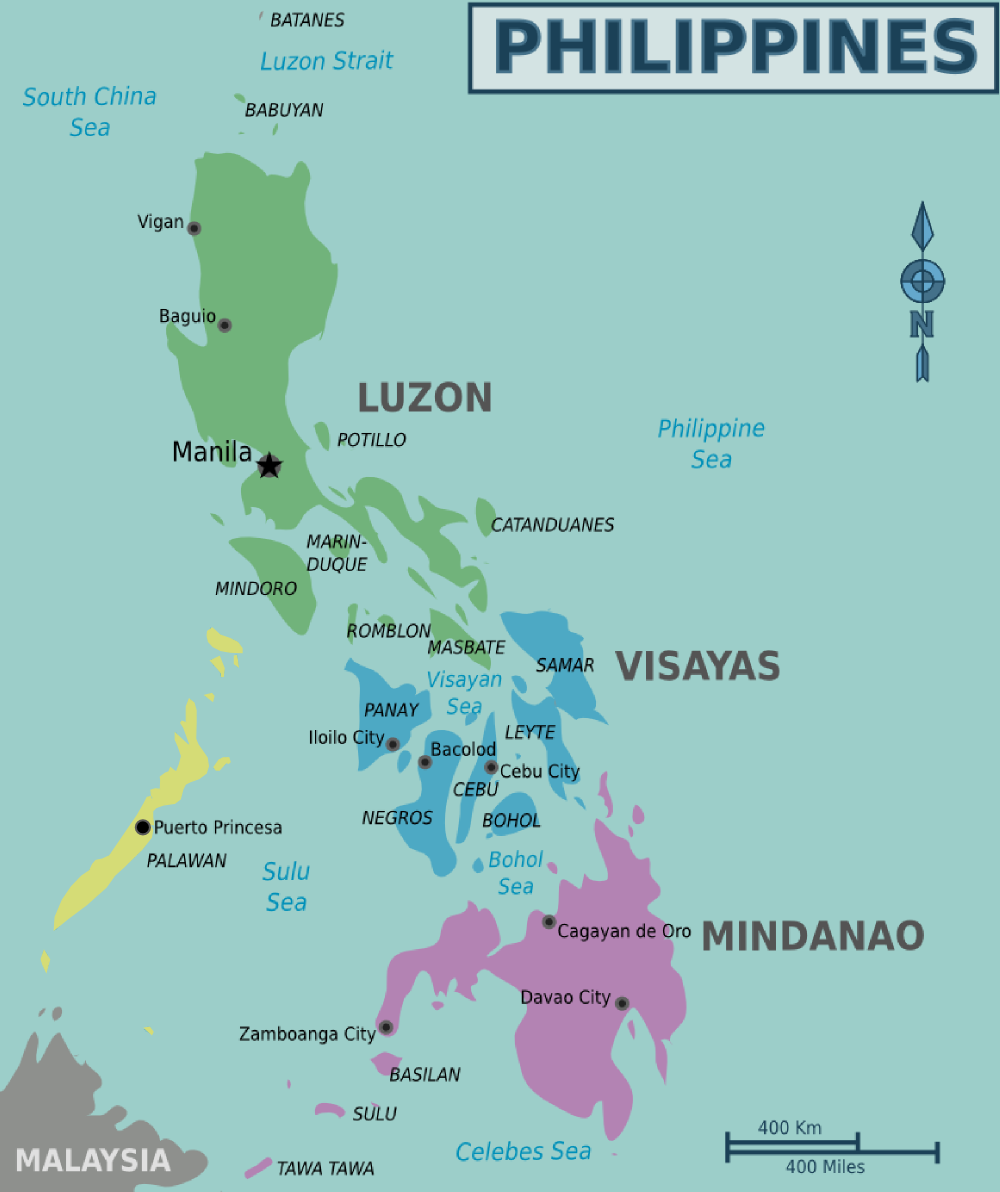
Bản đồ về hệ thống đảo của Philippines

Từ ngày 3 tới ngày 9 tháng 1 năm 1945, các tàu chiến của Đô đốc Oldendorf đã thực hiện những chuyến vượt biển dài qua các quần đảo đã được chiếm trước đó tại Vịnh Leyte ở Đông Nam Philippines, đi qua eo biển Surigao và biển Bohol tại quần đảo Visayas. Sau đó họ đổi hướng lên phía Bắc và di chuyển dọc theo bờ biển ở phía Tây đảo Negros, Panay và Mindoro. Hạm đội tiếp cận khu vực cửa Vịnh Lingayen trên đảo Luzon và bắt đầu những hoạt động đầu tiên. Tại cửa vịnh, các nhóm tàu quét mìn sẽ thực hiện nhiệm vụ dọn mìn mở đường cho 2 khu vực chính, một khu vực neo đậu của tàu đổ bộ ở cuối vịnh, nằm ở phía Tây bãi biển Lingayen, và một khu vực dành cho các bãi đổ bộ ở phía Đông thị trấn San Fabian. Diện tích của khu vực đổ bộ khá hẹp, chỉ rộng khoảng 25-30 dặm.
Trưa ngày 6 tháng 1 năm 1945, cuộc pháo kích và không kích dọn bãi biển chính thức bắt đầu. Các tàu chiến và máy bay từ hàng không mẫu hạm neo đậu dọc vịnh Lingayen đã tấn công liên tục vào các mục tiêu được nghi ngờ là vị trí phòng thủ của Nhật Bản. Đánh giá của quân Đồng Minh về sức kháng cự của Nhật Bản đã không chính xác khi vì phần lớn các vị trí ven biển tới khu vực trong liền ở xung quanh khu vực đổ bộ gần như không bắn trả đáng kể, nên các cuộc bắn phá được coi là không cần thiết.

### Đổ bộ vào đất liền
Vào lúc 9:30 sáng ngày 9 tháng 1 năm 1945, khoảng 68.000 lính chỉ huy bởi Tướng Walter Krueger thuộc Tập đoàn quân số 6 (Hoa Kỳ), theo sau các cuộc bắn phá dữ dội của Hải quân rồi đổ bộ lên vịnh Lingayen và không gặp phải sự chống trả nào. Tổng cộng 203.608 lính đã đổ bộ thành công trong vài ngày sau trên một bờ biển trải dài 20 dặm, từ Sual, Lingayen và Dagupan (nơi đóng của Quân đoàn XIV) đi về hướng Tây, và từ San Fabian (nơi Quân đoàn I đóng) về hướng Đông. Lực lượng quân đội do Tướng MacArthur chỉ huy thậm chí đã vượt cả số lính Mỹ do Eisenhower chỉ huy ở chiến trường châu Âu.
Chỉ trong vài ngày sau đó, lực lượng đổ bộ nhanh chóng kiểm soát được các thị trấn ven biển dọc theo nơi đổ bộ, bao gồm cả San Fabian.
Bất chấp những thành công nhanh chóng trong việc tiêu diệt các căn cứ Nhật trên đất liền, quân Mỹ cũng phải gánh chịu tổn thất đáng kể, đặc biệt là ở đội tàu hộ tống do những cuộc tấn công tự sát kamikaze thực hiện bằng máy bay. Từ ngày 4 đến 12 tháng 1, tất cả có 24 tàu bị đánh chìm và 67 chiếc khác bị hư hại bởi những máy bay loại này bao gồm cả những thiết giáp hạm như USS Mississippi và USS Colorado (bị trúng hỏa lực của đồng đội), tuần dương hạm hạng nặng HMAS Australia, tuần dương hạm hạng nhẹ USS Columbia, và tàu khu trục USS Long, USS Hovey . Sau cuộc đổ bộ, nơi đây trở thành tiền đồn quan trọng trong việc tiếp tế các cuộc chiến tiếp theo tại Manila và trên toàn quần đảo Philippines.

## Tưởng niệm
Ngày 9 tháng 1 năm 2008, Tổng thống Amado Espino, Jr. và Phó Tổng thống Marlyn Primicias-Agabas chính thức dùng ngày này để vinh danh các cựu chiến binh. Và ngày 9 tháng 1 được mang tên Ngày cựu chiến binh Pangasinan ở Philippines. Trong buỗi lễ kỷ niệm lần thứ 63 cuộc đổ bộ tại vịnh Lingayen, Tổng thống Fidel Ramos kêu gọi Tổng thống Hoa Kỳ George W. Bush thông qua hai đạo luật tại Hạ viện Hoa Kỳ về quyền lợi của 24.000 cựu chiến binh Philippines – đó là Đạo luật Ngân quỹ cựu chiến binh Philippines năm 2006 và Đạo luật Ngân quỹ cựu chiến binh Philippines năm 2005 được bảo trợ bởi Thượng nghị sĩ Daniel Inouye.